# Intervención estadounidense en Chile
La influencia de Estados Unidos en la política chilena comenzó durante la guerra de la Independencia de Chile. Desde entonces, la influencia estadounidense en el país sudamericano, tanto en lo económico como en lo político, ha sido significativa a lo largo de una historia que dura ya más de 200 años. En la Guerra Fría, a mediados de la década de 1960, comenzó la Operación Cóndor, que significó el advenimiento de las dictaduras militares en América Latina.

## Antes de la Guerra Fría

### Independencia de Chile
Joel Roberts Poinsett, llega en 1811 a Chile, este evento marcó el inicio de la participación de Estados Unidos en la política chilena. Había sido enviado por el presidente James Madison en 1809 como agente especial a las colonias españolas de América del Sur ―cargo que tuvo entre 1810 y 1814― para investigar las perspectivas de los revolucionarios criollos en su lucha por la independencia de España.

### Guerra del Pacífico
En 1879 Estados Unidos trató de poner fin rápidamente a la guerra del Pacífico, principalmente a causa de los intereses comerciales de Estados Unidos en el Perú, sino también porque sus líderes temían que el Reino Unido pudiese tomar el control económico de la región a través de Chile.
Las negociaciones de paz fracasaron por una cláusula que pedía a Chile devolver las tierras ocupadas en la guerra. Los chilenos sospechaban que la iniciativa de Estados Unidos estuviese sesgada en favor de Perú. Como resultado, las relaciones entre Chile y Estados Unidos empeoraron.

### Guerra Civil de 1891
Durante la guerra civil chilena de 1891, Estados Unidos respaldó al presidente José Manuel Balmaceda, como una manera de aumentar su influencia en Chile, mientras que el Reino Unido apoyó a las fuerzas del Congreso. Tras la derrota de Balmaceda, los estadounidenses decidieron involucrarse más directamente en los asuntos internos de Chile a cualquier precio ―incluyendo la guerra―, con el objetivo de expulsar a los intereses británicos en la región.

#### El incidente Itata y el caso Baltimore

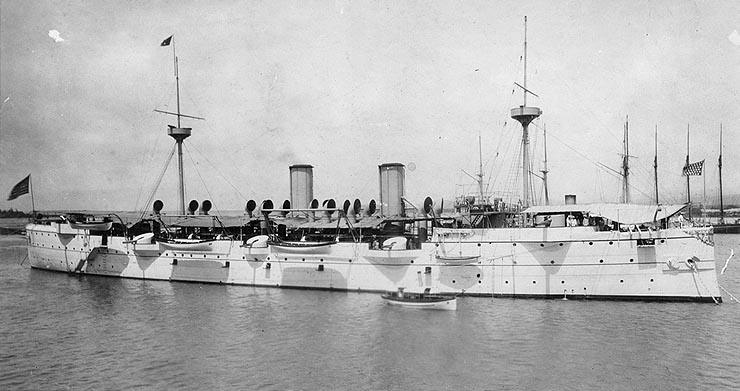
El USS Baltimore.

El incidente del Itata (en 1891) fue un escándalo que ocurrió cuando Estados Unidos intentó enviar armas destinadas a ayudar a las fuerzas presidenciales chilenas apoyadas por Estados Unidos. El incidente de Itata desembocó en un segundo altercado conocido como el caso Baltimore.
Después de que el Itata partió de Iquique para volver a Estados Unidos, a la tripulación del USS Baltimore se le dio permiso para bajarse en Valparaíso. El 16 de octubre de 1891, un marinero del USS Baltimore escupió un retrato del héroe chileno Arturo Prat, desatando la ira de algunos parroquianos lo que desencadenó una riña de grandes proporciones. Dos marinos murieron y varios resultaron heridos de gravedad. Eso provocó disturbios en Valparaíso y amenazas de los funcionarios estadounidenses enfurecidos, amenazando con ir a la guerra contra Chile, que ya estaba bajo el control del Congreso. La guerra entre Estados Unidos y Chile se evitó en última instancia, cuando el gobierno chileno cedió, y aunque sostenía que los marineros eran los culpables de los disturbios, ofreció pagar una indemnización de 75 000 dólares a las familias de las víctimas. Esta es, entre otras, una de las razones por las que Benjamin Harrison no fue reelecto para un segundo mandato como presidente de Estados Unidos.

## Durante la Guerra Fría
Terminada la Segunda Guerra Mundial, Estados Unidos quedó como imperio dominante en el hemisferio, sin contrapeso, con el fin de garantizar su influencia sobre la región comenzó a entretejer las estructuras de poder, sobre todo militares. Así, buscó en seguida establecer formalmente relaciones militares con cada uno de los países de la región, preparando así las bases del sistema de defensa hemisférica que sustituiría, haciéndolo efectivo, al sistema ideado al inicio de la guerra, y que se habría comprobado, por parte de Estados Unidos, potencialmente ineficaz en el sentido militar, aunque políticamente útil.

La mayoría de los latinoamericanos han visto a su vecino del Norte (Estados Unidos) creciendo más rico; ven a los elementos de élite en sus propias sociedades creciendo más ricos – pero el hombre en la calle o en la tierra en América Latina hoy aún vive la existencia precaria de su tatarabuelo... Son menos felices con situaciones en las que, para citar un ejemplo, 40 por ciento de la tierra es de 1 por ciento de las personas, y en el que, por lo general, una muy fina capa superior vive en grandeza mientras que casi todos los demás viven en la miseria.
J. William Fulbright (senador estadounidense), en un discurso al Congreso acerca de la política de Estados Unidos en América Latina

Apenas terminada la guerra, se aprovecharon las estructuras bélicas existentes, y así entre 1945 y 1946, se generaron diversos instrumentos jurídicos, políticos, militares, financieros, etc. con el motivo o pretexto de la guerra fría, eso, junto a la situación económica desmedrada de los países latinoamericanos, que los hacía convenir acuerdos que aparentemente les facilitaban la modernización de los equipos militares a costos menores que los comerciales.
Estados Unidos quedó con un superávit de equipo viejo tras la guerra, el que fue usado con grandes ventajas para comprar así a los militares latinoamericanos y a las plutocracias regionales.
Así fue como sucesivamente se fueron suscribiendo el TIAR, los Pactos de Ayuda Militar (PAM), los contratos de adquisiciones de armamentos, se acordaron las Operaciones UNITAS y programas de entrenamiento de personal militar, así como se crearon otros lazos militares en el marco de la Carta de OEA y del sistema interamericano, concretándose la Junta Interamericana de Defensa, en las reuniones de Comandantes en Jefe, etc.

## Escuela de Las Américas

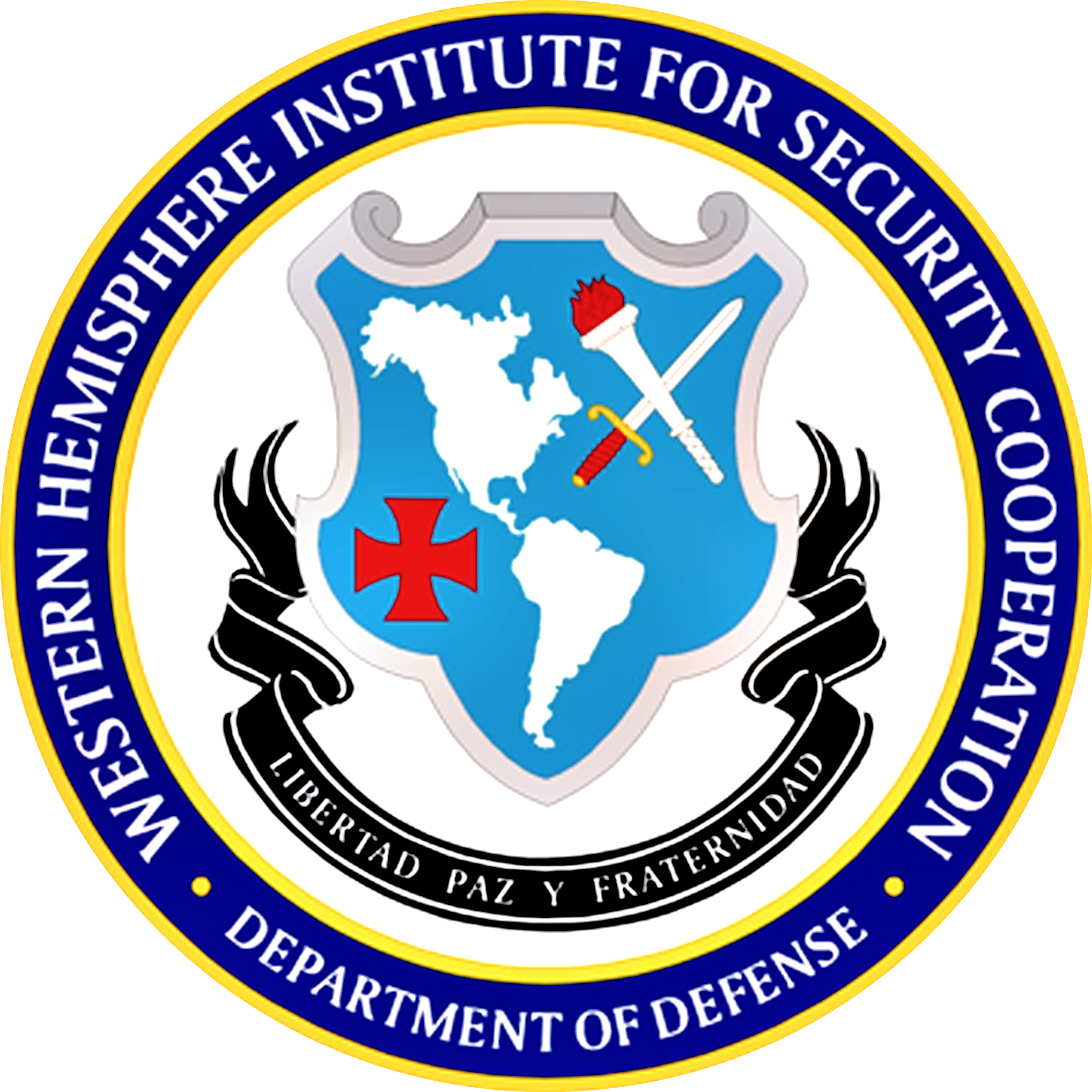
Emblema del Instituto del Hemisferio Occidental para la Cooperación en Seguridad.

La culminación de esta armazón fue la concreción de la Escuela de las Américas, en la que se adoctrinaron políticamente a la oficialidad de todos los ejércitos latinoamericanos, preparándolos para reprimir las fuerzas contrarias a los intereses de Estados Unidos en el área, muchas veces llegando al delito, ya que el narcotráfico, la tortura y el asesinato, estaba dentro de sus materias de estudio.
La Escuela de las Américas (SOA por sus siglas en inglés) fue establecida en Panamá en 1946, y luego trasladada a Fort Benning, Georgia en 1984. El presidente de Panamá, Jorge Illueca, describió al SOA como «la base más grande para la desestabilización en América Latina», y los principales diarios internacionales la apodaron «Escuela de Asesinos».
En febrero de 2001, la Escuela de las Américas cambió de nombre y pasó a llamarse WHISC (Western Hemisphere Institute for Security Cooperation: Instituto del Hemisferio Occidental para la Cooperación de Seguridad). Fue reinaugurada el 17 de febrero del 2001, aunque lo único que cambió fue el nombre, puesto que tanto el mismo edificio, emplazado en los mismos terrenos, mantiene las mismas políticas y entrenamientos que se llevaban a cabo durante la guerra fría.
Gracias a los archivos desclasificados del Gobierno de Estados Unidos están a la disposición de todos los manuales de tortura, terrorismo, asesinato y narcotráfico de dicha escuela. Durante la dictadura pinochetista, cuatro agentes de la DINA fueron graduados de la Escuela de las Américas.

## Manuales de la CIA
El 24 de enero de 1994, dos nuevos manuales fueron desclasificados en respuesta a una petición de FOIA archivada por el diario Baltimore Sun en 1994.

### Primer manual
El primer manual, Interrogación de la contrainteligencia de KUBARK, con fecha de julio de 1963, es la fuente de gran parte del segundo manual. Este más antiguo y abusivo, con dos referencias al uso de las descargas eléctricas. KUBARK era uno de los criptónimos de la Agencia Central de Inteligencia para la CIA misma.
El criptónimo KUBARK aparece en el título de un documento de la CIA de 1963 Kubark Counterintelligence Interrogation el cual describe técnicas de interrogación, las que incluyen entre otras fuentes, «interrogación coercitiva de contrainteligencia de fuentes resistentes».

### Segundo manual
El segundo texto, Manual de entrenamiento de la explotación de los recursos humanos (1983), fue utilizado en por lo menos siete cursos de aprendizaje de Estados Unidos realizados en países latinoamericanos, incluyendo Honduras, entre 1982 y 1987.
Ambos manuales se ocupan exclusivamente de la interrogación.
Los dos tienen un capítulo entero dedicado a técnicas coactivas. Estos manuales recomiendan que el arresto de sospechosos sea temprano, por la mañana y por sorpresa, cubrir sus ojos y dejarlos desnudos. Los sospechosos deben estar incomunicados y prohibírseles cualquier tarea rutinaria, como comer o dormir. Los cuartos de interrogación no deben tener ventanas ni baños, y deben estar insonorizados y oscuros.

### El manual de 1983 y las fuerzas latinoamericanas
En 1983, el Human resource exploitation training manual - 1983 (manual de entrenamiento para la explotación de recursos humanos [1983]’) fue utilizado por el Batallón 316.
Este fue un modelo de cómo fue utilizado el manual por los militares latinoamericanos entrenados en la Escuela de las Américas.
El 24 de enero de 1997, los manuales Kubark Counterintelligence Interrogation y Human resource exploitation training manual - 1983 (‘manual de entrenamiento para la explotación de recursos humanos [1983]’) fueron desclasificados en respuesta a un requerimiento FOIA (Freedom of Information Act: Ley de Libertad de Información) llenado por el diario Baltimore Sun en 1994. El Baltimore Sun estaba investigando los «secuestros, torturas y asesinatos» cometidos por los escuadrones de la muerte del Batallón 316 hondureño. Los documentos fueron liberados solo después de que el Baltimore Sun amenazó demandar a la CIA.
En una serie de cuatro artículos, entre el 11 y el 18 de junio de 1995, The Sun of Baltimore publicó extractos de una entrevista con Florencio Caballero, un exmiembro del Batallón 3-16. Caballero dijo que los instructores de la CIA le enseñaron a descubrir lo que sus prisioneros amaban y odiaban; entonces si una persona les tenía fobia a las cucarachas, esa persona sería más cooperativa si había cucarachas correteando. Los métodos enseñados en el manual de 1983 y los utilizados por el Batallón 3-16 en los años ochenta muestran similitudes inconfundibles. En 1983, Caballero asistió a un curso de la CIA de explotación o interrogatorio de recursos humanos, según testimonio desclasificado por Richard Stolz, que era el subdirector de Operaciones en ese tiempo, antes de junio de 1988 en el Comité Selecto del Senado sobre Inteligencia. El manual informa a un interrogador sobre cómo manipular el entorno de temas, para crear situaciones desagradables o intolerables.
El manual sugiere de que los presos deben ser privados de sueño y comida y deben mantener posiciones rígidas, como permanecer de pie durante largos períodos en vigilia. Inés Consuelo Murillo, que pasó 78 días en cárceles secretas de Batallón 3-16 en 1983, dijo que había días en que no le dieron comida ni agua, y sus captores entraban en su celda cada 10 minutos y vertían agua sobre su cabeza para impedir que se durmiera.
Estos esquemas fueron usados en Chile por la DINA, específicamente por sus agentes entrenados por Estados Unidos.
El Manual de entrenamiento para la explotación de recursos humanos [1983] da la sugerencia de que los interrogadores deben mostrar cartas recibidas desde su casa al prisionero para dar al preso la impresión de que sus familiares están en peligro o sufriendo.
La DINA hizo uso frecuente de esta sugerencia.
El Baltimore Sun informó que José Barrera ―exmiembro del Batallón 3-16― dijo que en 1983, instructores estadounidenses le enseñaron métodos de interrogatorio: «Lo primero que teníamos que decir es que “conocemos a tu madre, a tu hermana. Y es mejor que cooperes, porque si no lo haces, vamos a traerlas, y las violaremos y las torturaremos, y las mataremos delante de ti».

## La tortura como herramienta
Según los manuales, la amenaza es más eficaz que la tortura. Con este método incitan a la víctima a tener miedo por lo que le pueda pasar.
También describen dicen que se puede disminuir la fuerza de voluntad de la víctima por medio de una fuerza exterior superior.
Estas técnicas incluyen constreñimiento prolongado, esfuerzo prolongado, calor o frío extremo, o humedad, privación del alimento o del sueño, las rutinas de interrupción, confinamiento solitario, amenazar con dañar, privación de estímulos sensoriales, hipnosis, y uso de drogas o de placebos.

## Se asegura el control sobre Latinoamérica
Los objetivos del Departamento de Estado para implementar esta severa estructura fueron:
- Uniformar, para los efectos de salvaguardar la seguridad de Estados Unidos en toda la región latinoamericana, y bajo el control determinante de ese país, la logística, los abastecimientos militares y la doctrina militar en cada uno de los países latinoamericanos.[26]
- Hacer de Estados Unidos el único abastecedor de armamentos y de otros implementos de significado militar para cada una de las ramas de las Fuerzas Armadas y de Seguridad en todas las naciones latinoamericanas, confirmando el correspondiente control militar, político etc., y con las ventajas consiguientes para la industria de armamentos estadounidense desde el punto de vista comercial.[26]
- Crear por estas vías una especie de control de armamentos en la región, administrado exclusivamente y de acuerdo a sus conveniencias políticas y de seguridad, por Estados Unidos, de manera que los colocaba en condiciones de equilibrar o desequilibrar, según su criterio, las relaciones militares tradicionales entre los países de la región.[26]
- Influir incluso en la proporción y distribución de los efectivos militares dentro de cada país, en términos de acondicionarlos a1 apoyo de las bases militares (que asumieron muy diversas formas) estadounidenses en distintos puntos del continente latinoamericano.[26]
- Crear una presencia política estadounidense determinante que aumenta en gran escala la capacidad de acción de sus Embajadas, de sus intereses privados, etc., en el interior de cada país.[26]

## Se inicia una intervención política a gran escala en Chile
El plan Chile Declassification Project constituye una desclasificación mayor parte de ellos selectiva de archivos antes secretos de las actividades estadounidenses en Chile.
La mayor parte de ellos se ha conseguido demandando al Gobierno de Estados Unidos.
Inclusive han debido llegar a la apelación.
De hecho en el año 2006 se descubrió que estaban revirtiendo la calidad de públicos de muchos de los archivos.
Un sinnúmero de documentos aún permanecen en reserva y lo difundido fue rigurosamente censurado para proteger su labor de inteligencia y a sus agentes.
Desde el fin de la Segunda Guerra Mundial, Estados Unidos inició una sostenida intervención en ese país, mediante financiamiento a partidos, operaciones encubiertas, entrega de fondos a medios de comunicación y organizaciones empresariales y sindicales, etc.
Archivos desclasificados en 2023 dan cuenta de la masiva participación estadounidense en la desestabilización de la demoracia chilena.

## Elección presidencial de 1958
En 1958, un año después de la fundación del Partido Demócrata Cristiano, la clase gobernante en Estados Unidos se percató que Salvador Allende perdió las elecciones solo por un 3 %. Decide entonces que las próximas elecciones, las de 1964, no podían dejarse en manos del vulgo o el azar o la democracia. Aunque fuese esta, una democracia burguesa.

## Alianza para el progreso
La Alianza para el Progreso fue un programa de ayuda económica y social ideado por John F. Kennedy efectuado a partir de 1961, el cual tenía como fin frenar el avance del comunismo en la región de América Latina y evitar que fenómenos como el de la Revolución cubana se volvieran a repetir.

La libertad política debe acompañar al progreso material. Nuestra Alianza para el Progreso es una alianza de gobiernos libres y debe esforzarse por eliminar la tiranía de un hemisferio en que no tiene derecho a estar. Expresamos nuestra especial amistad hacia los pueblos de Cuba y de la República Dominicana, y la esperanza de que ellos pronto se reintegren a la sociedad de los hombres libres. (...) Esta libertad política debe ser acompañada por un cambio social. Porque a menos que se lleven a efecto libremente las reformas sociales necesarias, incluyendo reformas agrarias y tributarias..nuestra alianza habrá fracasado. Pero pedimos cambios sociales efectuados por hombres libres...no cambios que buscan imponer a los hombres aquellas mismas tiranías que expulsarnos hace siglo y medio. Nuestro lema es el de siempre, ¡Progreso sí, tiranía no!
Discurso J.F. Kennedy, 13 de marzo de 1961, en la Casa Blanca ante el cuerpo diplomático latinoamericano.

Esta iniciativa, propuso impulsar reformas estructurales tanto en ámbitos políticos, como el establecimiento de gobiernos democráticos, como también de vivienda, de educación y productividad agrícola. Si estos cambios se llevaban a cabo, los países recibirían un aporte financiero. En Chile este programa perduró hasta 1970, cuya intervención logró impulsar re estructuraciones como la tímida reforma agraria del presidente Jorge Alessandri Rodríguez (1958-1964). La importancia de este plan va más allá de los cambios institucionales.

### Apoyo económico
Durante la década de 1960, los aportes para la realización de reformas sociales aumentaron por medio de la Alianza para el Progreso. Esto se evidencia en que los gobiernos chilenos entre 1946 y 1970, recibieron por parte de EE. UU. sobre mil quinientos millones de dólares, siendo más de la mitad durante el gobierno de Eduardo Frei Montalva (1964-1970). Parte importante de esto, es la inversión directa en distintos sectores de producción e inversión, desde empresas farmacéuticas, productores de acero y de hierro, fabricantes de alimentos, bancos y proveedores de servicios financieros, con consorcios importantes como ITT, AFP, Kennecott y Anaconda.
Los préstamos entregados a los gobiernos chilenos se dividían en cuatro cuotas, donde las tres últimas se entregaban solo si las promesas de reforma se cumplían. Si los acuerdos estipulados no se acataban, la siguiente cuota se aplazaba o simplemente se cancelaba. El responsable de investigar esto era la AID. Al gobierno de Jorge Alessandri Rodríguez se le otorgaron dos préstamos debido a la crisis económica que sufría el país, sin embargo, la situación no mejoró. En 1963 la inflación seguía en aumento y los acuerdos tuvieron que modificarse. La AID junto con el gobierno de Estados Unidos acordaron seguir apoyando a Alessandri, con la condición de modificar ciertos apartados en las políticas económicas del país. El préstamo fue de U$ 113 millones, y se destinó a diferentes áreas de desarrollo. Alessandri cumplió con los acuerdos y pudieron efectuarse las siguientes cuotas.
En 1964 el escenario cambió. La AID estableció que solo serían financiados los proyectos ministeriales si públicamente se daba a conocer que las iniciativas eran financiadas con  fondos de la AID o del gobierno de Estados Unidos. Además, estos proyectos serían seleccionados por criterios establecidos entre la AID y el gobierno de Chile. Así fue como se otorgaron  U$ 110, y aun cuando la inflación continuó y el intento por mejorar la economía fracaso, no se suspendieron los préstamos. Uno de los motivos para que la ayuda financiera continuase fue que en 1964 hubo elecciones presidenciales en Chile, y tanto la AID como el gobierno estadounidense temían un posible triunfo del FRAP. Al ser esa la preocupación, los préstamos fueron dirigidos a la propaganda presidencial de la Democracia Cristiana. Se buscaba fomentar proyectos a corto plazo y con un gran impacto en la sociedad, lo que lograría que menos cantidad de ciudadanos votaran por la oposición.
Por otro lado, en el gobierno de Eduardo Frei Montalva, también hubo intención por financiar reformas de tipo agraria social. Para ello, al gobierno le era fundamental la chilenización del cobre (adquisición del 50% + 1 de las acciones cupríferas), teniendo que comprar acciones a empresas de los Estados Unidos. Una de las fuertes críticas se centró en que para la compra, y para complacer a los consorcios estadounidenses, se le otorgó además de buenos precios, rebajas impositivas que incluso podían rebajar artificialmente el precio del cobre a pesar de haber una gran demanda.
La Alianza para el Progreso y su ayuda financiera para el desarrollo y modernización terminó a fines de 1970 cuando Salvador Allende y el gobierno de la Unión Popular ganaron las elecciones. Este proyecto socialista atentaba contra los intereses estadounidense.

### Desarrollo áreas de la educación
Desde 1920, el sistema educacional chileno había desarrollado un intenso diálogo con los modelos estadounidenses, poniendo fin en la década de 1950 a las influencias del modelo alemán. Durante los años 1960, con las ideas reformista de la Alianza para el Progreso, se amplió el sistema educacional, alcanzando todas las clases sociales, especialmente dentro de las zonas rurales. Durante el gobierno de Eduardo Frei Montalva, se aplicaron reformas educacionales que inspiradas en contenidos, planes de estudio y formación de profesores al estilo estadounidense,  buscaban democratizar el sistema.
Ejemplo de esto es que a partir de 1950, se desarrolló un activo intercambio estudiantil entre Chile y EE. UU. bajo la organización Youth for Understanding. En 1962, Chile pasó a ser sede de la organización en el cono sur. Esto generó críticas desde la izquierda debido a la idea de adoctrinamiento sobre la American way of life. Esta iniciativa, que se dará también a nivel universitario entre Universidad como la de Chicago y la Católica de Chile, se opondrá al cepalismo de la Universidad de Chile. Esta nueva base académica e intelectual desarrollada durante la década de 1960 formará, sobre todo en la escuela de economía de la Universidad Católica de Chile, los pensadores neoliberales de la dictadura militar de Pinochet.

### Cuerpo de Paz
Artículo principal: Cuerpo de Paz
El Cuerpo de Paz fue una agencia estadounidense de voluntariados cuyo propósito era complementar y reforzar, a nivel local y mediante un desarrollo comunitario, el proyecto de la Alianza para el Progreso. En la práctica, los voluntarios llegaban a apoyar organizaciones y proyectos que buscaban solucionar problemáticas de tipo socioeconómicas, además de impulsar el desarrollo y modernización. En este sentido, Chile fue terreno fértil, puesto que iniciativas de este tipo ya habían comenzado a desarrollarse y necesitaban de trabajadores calificados y apoyo técnico.
Los primeros voluntarios llegan a Chile el año 1961. La iniciativa funcionó entre los años 1961-1982 y 1991-1998. Los Cuerpos de Paz se desplegaron de norte a sur, sumándose a organizaciones públicas y privadas ya existentes, como también desarrollando nuevos proyectos. Sus miembros trabajaron directamente en iniciativas del estado como la Reforma Agraria, en instituciones como la Fundación de Vida Rural, Asociación Cristiana de Jóvenes, proyectos de la Universidad de Chile, Universidad Austral y Universidad Católica, entre otras. Asimismo, en cooperativas agrícolas y pesqueras, en organizaciones locales, hospitales y jardines infantiles.
Esta agencia tenía como fin último combatir el comunismo desde las bases, quería intervenir a nivel comunitario. Pero muchos de los voluntarios no se interesaban o no adoptaron aquella gran lucha ideológica como eje de trabajo. En cartas enviadas a su familia, Thomas Scanlon, miembro de los Cuerpos de Paz en Chile, señalaba que no tenían muy claro la filosofía del proyecto (Scanlon, 1997, 89), y con respecto a su trabajo en la comunidad indígena de Catrihuala escribe:

Nosotros no trabajamos para la caída del comunismo, sino para la elevación del campesino. El comunismo es el síntoma y la pobreza es la enfermedad, por lo que si todo nuestro trabajo estuviera motivado por el miedo al comunismo en vez de la compasión humana por quienes viven en la miseria, nunca triunfaríamos
Scanlon, 1997: 84

Sin embargo, los voluntarios no se desentendieron completamente de la pugna ideológica de Guerra Fría, ya que entre ellos había un compromiso por desarrollar iniciativas basadas en principios y fundamentos contrario a los de la Unión Soviética. El Cuerpo de Paz fue uno más de los proyecto que buscaban intervenir en el desarrollo sociopolítico de países latinoamericanos como Chile. En ese sentido, los voluntarios recibieron críticas especialmente de la izquierda chilena que veía en ellos un claro intervencionismo imperialista. Diversos medios chilenos se pronunciaron al respecto, vinculando la agencia con la Alianza para el Progreso como también dando a entender que parte de sus miembros eran espías de la CIA.

## Proyecto Camelot
El Proyecto Camelot fue un proyecto de investigación en ciencias sociales desarrollado por el Ejército de Estados Unidos y que se inició entre 1963 y 1964.
El objetivo del proyecto era evaluar las causas de las revueltas sociales e identificar las medidas que un gobierno podría tomar para evitar su propio derrocamiento. Chile fue el caso ejemplo con que se inició la investigación.

## Operación Cóndor
La Operación Cóndor o Plan Cóndor es el nombre con que se conoce el plan de coordinación de acciones y mutuo apoyo entre las cúpulas de los regímenes dictatoriales del Cono Sur de América —Chile, Argentina, Brasil, Paraguay, Uruguay, Bolivia y esporádicamente, Perú, Colombia, Venezuela, Ecuador con participación de los Estados Unidos, llevada a cabo en las décadas de 1970 y 1980.
Esta coordinación implicó, oficialmente, "el seguimiento, vigilancia, detención, interrogatorios con tortura, traslados entre países y desaparición o muerte de personas" consideradas por dichos regímenes como "subversivas del orden instaurado o contrarias al pensamiento político o ideológico opuesto, o no compatible con las dictaduras militares de la región" El Plan Cóndor se constituyó en una organización clandestina internacional para la práctica del terrorismo de Estado que instrumentó el asesinato y desaparición de decenas de miles de opositores a las mencionadas dictaduras, la mayoría de ellos pertenecientes a movimientos de la izquierda política.
Cuando Augusto Pinochet fue arrestado en Londres en 1998 en respuesta a la petición del magistrado español Baltasar Garzón para su extradición a España, información relativa a la Operación Cóndor fue revelada. Uno de los abogados que pidieron su extradición habló de un intento de asesinar a Carlos Altamirano, líder del Partido Socialista de Chile: se afirmó que Pinochet se reunió con el terrorista italiano Stefano Delle Chiaie durante el funeral de Franco en Madrid en 1975 para asesinar a Altamirano. Pero como con Bernardo Leighton, quien fue baleado en Roma en 1975 después de una reunión el mismo año en Madrid entre Stefano Delle Chiaie, el exagente de la CIA Michael Townley y anticastrista Virgilio Paz Romero, el plan finalmente fracasó.
El General Carlos Prats y su esposa fueron asesinados por la DINA chilena el 30 de septiembre de 1974 por un atentado con auto bomba en Buenos Aires, donde vivían en el exilio. En Chile, el juez de instrucción de este caso, Alejandro Solís, determinó definitivamente el fin a la persecución de Pinochet por este caso en particular después de que la Corte Suprema de Chile rechazó una demanda para revocar su inmunidad judicial en enero de 2005. Los líderes de la DINA, entre ellos el jefe Manuel Contreras, exjefe de la operación y el general retirado Raúl Iturriaga Neumann, su hermano Roger Iturriaga, y los ex-brigadieres Pedro Espinoza Bravo y José Zara, están acusados en Chile de este asesinato. El agente de la DINA Enrique Arancibia Clavel fue condenado en Argentina por el asesinato.
Otro objetivo fue Orlando Letelier, exministro del gobierno de Allende que fue asesinado por la explosión de un coche bomba en Washington, el 21 de septiembre de 1976. Su asistente, Ronni Moffitt, ciudadana de los EE. UU., también murió en la explosión. Michael Townley, el general Manuel Contreras, exjefe de la DINA, y el brigadier Pedro Espinoza Bravo, también antes de la DINA, fueron condenados por los asesinatos. En 1978, Chile aceptó entregar Townley a los EE. UU., a fin de reducir la tensión sobre el asesinato de Letelier. Townley, sin embargo, fue liberado en el marco del programa de protección de testigos. La justicia de EE. UU. está a la espera de Manuel Contreras y Pedro Espinoza a ser extraditado.
En un artículo publicado 17 de diciembre de 2004 en el Los Angeles Times, Francisco Letelier, hijo de Orlando Letelier, escribió que el asesinato de su padre fue parte de la Operación Cóndor, que se describe como "un intercambio de inteligencia de red utilizado por seis dictadores del Sur de la época para eliminar a los disidentes ". Francisco Letelier, declaró: "El asesinato de mi padre era parte del Cóndor." Michael Townley ha acusado a Pinochet de ser responsable de la muerte de Orlando Letelier. Townley confesó que había contratado a cinco cubanos anticastristas exiliados para colocar la bomba en el automóvil de Letelier.

## El principal "asset" de Estados Unidos en Chile
La actividad secreta estadounidense estuvo presente en casi todas las elecciones principales de Chile en la década entre 1963 y 1973, pero su efecto real en resultados electorales no es en totalmente claro. Chile, más que cualquiera de sus vecinos sudamericanos, tuvo una tradición democrática extensa, remontándose a principios de los años de 1930, e incluso antes. Debido a esto, es difícil medir cuán exitosas fueron las tácticas de la CIA en influir en los votantes.

## Elección presidencial de 1964
En la elección presidencial de 1964, "El Mercurio" era un fiel adlátere de la derecha y Estados Unidos en contra de Salvador Allende y la Izquierda. En el terreno empresarial, los buenos contactos de Agustín Edwards con hombres de negocios estadounidenses facilitaron las cosas. La CIA puso su parte. La campaña del terror fue el camino elegido para enfrentar las elecciones presidenciales de septiembre en que se enfrentaron Eduardo Frei y Salvador Allende. El país fue inundado por una propaganda millonaria que pintaba en forma apocalíptica lo que ocurriría con el triunfo de la Izquierda.

La propaganda fue en Chile la más socorrida de las acciones encubiertas. Era barata.
Informe Church

También apoyo activamente a Frei el gobierno de los Estados Unidos, gastando más de US$4 000 000 en proyectos de acción clandestina, sin contar con el dinero que ofrecieron privados. El dinero lo entregaba la CIA disfrazándolo como dinero entregado por fuentes privadas.
Los archivos desclasificados, delataron que en 1962, cuando la Casa Blanca asumió que la izquierda chilena podía llegar al poder, inició un apoyo económico a la DC, que se extendería hasta 1974 y que incluyó US$ 3 millones para la candidatura de Eduardo Frei Montalva.

## Gobierno de Eduardo Frei Montalva
Tras la elección de Eduardo Frei Montalva, El Mercurio asumió una actitud crítica de las reformas sociales y vigilante del avance de la Izquierda.
Esto llevó a Agustín Edwards Eastman a los límites de la legalidad, la que fue rebasada el 13 de julio de 1967 publicó una carta que produjo revuelo. La firmaba "Coronel N.N., comandante de una unidad de las FF.AA.". La misiva hacía consideraciones sobre los bajos sueldos de los militares ―en forma que anticipaba lo que ocurriría en 1969 con el "acuartelamiento" del general Roberto Viaux en el Regimiento de Artillería Tacna― y advertía de manera solemne que la política chilena se encaminaba "a una disyuntiva ideológica única en las próximas elecciones presidenciales: democracia o comunismo."[cita requerida] Después del golpe se supo que el anónimo oficial había sido el coronel de Aviación, Orlando Gutiérrez, conocido por sus delitos de lesa humanidad.

### Contactos de la CIA con militares en activo
La CIA en Santiago mantuvo contacto con dos grupos dentro del Ejército y proporcionó armas y dinero para secuestrar a Schneider, pero fue asesinado dentro de su automóvil durante la operación.
Este incidente hizo que los ciudadanos y los militares se repusieran detrás del recién electo presidente Allende.
La CIA contactó a Roberto Viaux el 9 de octubre de 1970.

### Intento de secuestro con resultado de muerte del General Schneider
Un gran plan de desestabilización se llevó a cabo para impedir que Allende asumiera el poder. Previamente se inició una campaña del terror con atentados explosivos de bandera falsa creando una supuestamente izquierdista, Brigada Obrero Campesina liderada por el terrorista de derecha, Enrique Arancibia Clavel que hizo distintos atentados explosivos, incluso estuvo a punto de volar todo el terminal aéreo del Aeropuerto de Pudahuel. Todo esto profusamente informado por los diarios de la cadena de Agustín Edwards Eastman. Tras dos intentos de secuestro fallidos liderados por el General Camilo Valenzuela, el grupo liderado por el General Viaux tomó la iniciativa.
El exgeneral pidió armas, gas lacrimógeno y otros materiales, además de un seguro de vida para sí mismo. Al revisar sus planes golpistas, la CIA determinó que su grupo no tenía posibilidades de ejecutar un golpe militar con éxito. Entre el 17 y 18 de octubre, la CIA le dijo al grupo de Viaux que cualquier acción tendiente hacia un golpe militar sería prematuro. Una parte importante de su plan debía secuestrar al General del Ejército chileno René Schneider, que, como un constitucionalista, estuvo opuesto a la idea de un golpe de unos militares históricamente apolíticos. La CIA mantuvo el contacto con Viaux, pero finalmente se decidió en contra de apoyar su complot, en cambio buscando a otros generales complacientes a participar en un golpe.

"Esto parece desesperado. Lo cancelé. Nada sería peor que un golpe abortivo."
Kissinger a Nixon el 15 de octubre de 1970

Sin embargo, el 22 de octubre, Viaux siguió adelante con su plan, que fue mal preparado. El general Schneider desenfundó una pistola para protegerse de sus atacantes, que por su parte sacaron las suyas propias y le dispararon en cuatro áreas vitales; murió en el hospital militar de Santiago tres días más tarde. El acontecimiento provocó revuelo nacional. En cuanto a la participación estadounidense, el Comité Church, que investigó la participación estadounidense en Chile durante este período, determinó que las armas usadas en la debacle "eran, en todas las probabilidades, no aquellos suministrados por la CIA a los conspiradores."
Por otra parte, la CIA había establecido contacto con otro grupo liderado por el general Camilo Valenzuela, ”un grupo bien conocido por la CIA y evaluado como capaz de llevar a cabo con éxito un golpe”. El 22 de octubre, la CIA entregó a este grupo, que también creía que el secuestro de Schneider era vital para su plan, 3 subametralladoras, municiones y 8 a 10 granadas de gas lacrimógeno. La relación de la CIA con grupos terroristas de derecha es evidente.

”un miembro del grupo de Viaux se recontactó con la Agencia y pidió asistencia económica para el grupo. Aunque la Agencia no había contraído compromisos económicos con ellos, ”en un esfuerzo por mantener en secreto el contacto previo con este grupo, y por razones humanitarias, se le entregó 35 mil dólares”. 
 Informe Hinchey

El 10 de septiembre de 2001, una demanda fue presentada por la familia de Schneider, acusando al exministro de Asuntos Exteriores estadounidense, Henry Kissinger, de arreglar el asesinato de 1970 de Schneider, porque él se habría opuesto a un golpe militar. Sin embargo, los documentos de la CIA indican que mientras esta había buscado su secuestro, su muerte, que fue cometida por un grupo de militares rebeldes dirigidos por el general Roberto Viaux, que había estado en contacto con la CIA, nunca fue querido. Kissinger declaró el golpe como "desesperado" y dijo que "lo canceló". Por contraste, funcionarios de la CIA, sobre todo Thomas Karamessines, el director asistente de proyectos, dijo que ellos operaban antes y después del 15 de octubre con conocimiento y aprobación de la Casa Blanca. La CIA mantuvo contactos con el grupo un poco antes de y después de la muerte de Schneider, y ellos siguieron con preparaciones para un golpe del Track II. Las armas fueron entregadas a un grupo dirigido por el general Camilo Valenzuela el 22 de octubre.
En noviembre de 1970, un miembro del grupo de Viaux que no fue capturado contactó nuevamente con la CIA y solicitó ayuda económica en nombre del grupo. Aunque la Agencia no tenía obligación alguna para con el grupo ya que este había actuado por su cuenta, en un esfuerzo por mantener en secreto los contactos anteriores, mantener la buena fe del grupo y por razones humanitarias, se les pasaron 35 mil dólares.

### Infiltración de la Marina de Chile
En 1968 José Toribio Merino crea la Cofradía Náutica del Pacífico Austral, entidad privada que permite las reuniones con los miembros más representativos de la Derecha política, dentro de los cuales se encuentra Agustín Edwards Eastman, el principal asset de la CIA en Chile.
Esta instancia será importantísima en la planificación del golpe contra Allende. Junto a otros altos oficiales navales comienza a dar forma a un plan de Golpe Naval como el que muchas veces ha existido en la historia de Chile. En la marina elaboran el “Plan Cochayuyo”.
Bautizado así por él, de acuerdo a sus propias memorias.
Es el plan para el golpe de Estado de los marinos, que se pone en acción el 16 de julio de 1973. Merino radiaria en septiembre un télex que decía escuetamente "Ejecución Plan Cochayuyo 110600" Estaba en el día y la hora del golpe.

### Cable de marzo de 1969
Un cable desclasificado fechado el 25 de marzo de 1969 da cuenta de una hasta ahora desconocida conversación entre el entonces embajador de Estados Unidos en Chile, Edward Korry y el presidente Eduardo Frei Montalva, en la que el primero le advierte sobre los temores que existían en Washington de que Chile se aleje de su alianza con EE. UU. Un riesgo que el entonces presidente chileno descartaba.

“El me dijo que no se irá corriendo donde De Gaulle (el entonces presidente de Francia) o donde el embajador ruso, porque ellos no ayudarán a Chile, sólo EE.UU. lo hará”
Edward Korry

Además da cuenta de un diálogo desconocido de Nixon y Kissinger luego de que The New York Times publicara una información sobre el proceso de nacionalización del cobre en Chile.

"¿Viste esto?", dice el mandatario estadounidense. "Sí, lo vi", responde Kissinger, ante lo cual Nixon endurece el tono: "¿Y tienes preparado algo que decir? (...) Encárgaselo a (Alexander) Haig el más duro hijo de puta que tienes, que trabaje en algo. Es hora de patear a Chile en el culo (It's time to kick Chile in the ass)", agrega Nixon, quien más adelante repite la misma frase.
Cable desclasificado del 25 de marzo de 1969

### Cable de agosto de 1970
Un cable desclasificado del 19 de agosto de 1970 da cuenta de una reunión de alto nivel del comité de coordinación entre agencias conocido como el Grupo de Revisión Especial dirigido por el entonces asesor de seguridad de EE. UU. Henry Kissinger, “quien pidió (al entonces director de la CIA Richard Helms) un plan lo más preciso posible que incluya las órdenes que se darán el 5 de septiembre a quiénes y de qué manera”. El documento agrega que se “debe presentar al presidente un plan de acción para prevenir una victoria de Allende (en el Congreso) y precisa que el Presidente (Nixon) puede decidir moverse incluso si nosotros no se lo recomendamos”.

## Elección del 4 de septiembre de 1970
El asalto a la agencia Andalién, generadora de la campaña de terror anti allendista, dirigida por Salvador Fernández Zegers, exoficial de la Armada, permitió descubrir planes y documentos comprometedores. En uno de ellos se describían redes económicas importantes de apoyo a la candidatura derechista. Una estaba formada por la Anaconda Copper (que controlaba los minerales de Chuquicamata, Exótica y El Salvador), por la empresa "El Mercurio" y un personaje mencionado solamente como "Charlie"
Antes de que Allende fuera electo presidente en Chile, en marzo de 1970, Edwards presionó a David Rockefeller para que Estados Unidos evitara la elección de Allende, según la autobiografía de Rockefeller, publicada en 2002.

Con mucho, el mayor ―y probablemente el más significativo apoyo a una organización periodística― fue el dinero proporcionado a El Mercurio, el principal diario de Santiago, sometido a la presión gubernamental durante el régimen de Allende. (....) En 1971, la estación estimó que El Mercurio no sobreviviría a la presión del gobierno de Allende, incluyendo la intervención en el mercado del papel de imprenta y el retiro de los avisos del gobierno. El Comité 40 autorizó 700 000 dólares para El Mercurio el 9 de septiembre de 1971 y agregó otros 965 000 dólares a esa autorización el 11 de abril de 1972. Una evaluación hecha por la CIA concluyó que El Mercurio y otros medios apoyados por la Agencia habían jugado un importante rol en la configuración del escenario adecuado para el golpe militar del 11 de septiembre de 1973. [...] Otro proyecto financió a elementos individuales de la prensa. [...] Otras personas, todos empleados de El Mercurio, permitieron que el diario publicara más de un editorial de acuerdo con las orientaciones de la CIA. El acceso a El Mercurio tenía un efecto multiplicador, ya que sus editoriales eran leídos en todo el país a través de varias cadenas de radio.
Informe Church, 1975

Los esfuerzos por parte del gobierno estadounidense para impedir que Allende asumiera el cargo tras las elecciones presidenciales de 1970 están documentados en materiales desclasificados durante la administración de Bill Clinton. Por ejemplo una instrucción formal expedida el 16 de octubre de 1970 a la base de la CIA en Chile, que dice en parte:

Es firme y continua la política de que Allende sea derrocado por un golpe. Sería mucho más preferible hacer que esto transcurra antes de 24 de octubre, pero los esfuerzos en esta consideración continuarán vigorosamente más allá de esta fecha.
Nosotros vamos a continuar generando máxima presión hacia este fin, utilizando cada recurso apropiado. Es imperioso que se implanten estas acciones clandestina y seguramente de modo que el USG [Gobierno de los Estados Unidos] y la mano estadounidense estén bien ocultos.
Cable a base CIA de Chile

Inmediatamente después de que el gobierno de Allende asumiera la alta magistratura, Estados Unidos procuró poner presión económica sobre Chile. Los documentos del Consejo Nacional de Seguridad estadounidense (NSA), más tarde pedidos que fueran desclasificados por el presidente estadounidense Bill Clinton, incluyen el memorándum de decisión No 93, con fecha 9 de noviembre de 1970, escrito por Henry Kissinger y dirigido a los jefes de los departamentos diplomático, defensa e inteligencia. Este documento declaró que la presión debería ser colocada en el gobierno Allende para prevenir su consolidación y limitar su capacidad de poner en práctica políticas contrarias a las de Estados Unidos e intereses hemisféricos, como la nacionalización total de Allende de varias empresas extranjeras y la industria de cobre.
Expresamente, Nixon dijo que ningún nuevo compromiso de ayuda económicos bilateral fuera emprendido con el gobierno de Chile.
Entre 1964 y 1970 (bajo Frei), sobre el USD 1 mil millones de dólar fluyó en la ayuda económica; durante el período de Allende (1970-73) los desembolsos eran inexistentes o insignificantes. La reducción de la ayuda se combinó con la caída en el valor de cobre de un alto en 1970 de 66 dólares a un bajo de 48 dólares por tonelada, que minó la reestructuración propuesta de Allende de la economía chilena. Cuando el programa era el dependiente en gastos del gobierno, este causó una decadencia en las circunstancias socioeconómicas de los ciudadanos más pobres de Chile.
Sin embargo, los Estados Unidos permitieron realmente la ayuda humanitaria para Chile además de viejos préstamos valorados en 200 millones de dólares de 1971-72. Los Estados Unidos no invocaron la Enmienda Hickenlooper, que habría requerido un límite inmediato de la ayuda estadounidense debido a las nacionalizaciones de Allende. Allende también recibió nuevas fuentes del crédito que fue valorado entre 600 dólares y 950 millones en 1972 y 547 millones de dólares hacia el junio de 1973. El Fondo Monetario Internacional también prestó 100 millones de dólares a Chile durante los años de Allende.
Los funcionarios estadounidenses ordenaron que medidas hasta e incluso el apoyo a un golpe potencial impidieran a Allende tomar posesión del cargo, aunque allí entren en conflicto vistas en cuanto a si los Estados Unidos más tarde se retiraron de esta posición. Que los Estados Unidos planearan un golpe potencial en Chile es evidente en un cable secreto de Thomas Karamessines, Director Asistente de Planes de la CIA, a la estación de Santiago, con fecha 16 de octubre de 1970, después de la elección, pero antes de la asunción de Allende. "Esto es la política firme y persistente que Allende sea derrocado por un golpe... y es imperativo que estas acciones sean puestas en práctica clandestina y seguramente, de modo que las manos del USG [Gobierno de los Estados Unidos] y estadounidenses deban estar bien ocultas".

## Edwards le exige a Nixon que derroque a Allende
El 14 de septiembre de 1970, diez días después de la elección de Allende, el presidente estadounidense Richard Nixon recibió en la Casa Blanca a Agustín Edwards.
Este le recordó el caso cubano, haciendo parangón entre la Revolución Cubana y el asesinato de Kennedy. A partir de esta entrevista, Nixon llama al Director de la CIA Richard Helms y le da instrucciones terminantes para derrocar al Presidente Salvador Allende.

## Edwards se reúne con Kissinger
Después de esta reunión, se efectúa otra el 15 de septiembre de 1970, en la mañana. Edwards tiene en la mañana una reunión – desayuno con Don Kendall, Henry Kissinger y el Fiscal John Mitchell.
El tema es tratar la nueva situación chilena a partir del triunfo en las elecciones presidenciales de Salvador Allende. Don Kendall será años más tarde-condecorado por Pinochet “por su amistosa actitud hacia nuestro país”.
En la tarde del día 15, se reúne Nixon con Henry Kissinger, asesor para asuntos de Seguridad Nacional, Richard Helms, director de la CIA y John Mitchell, fiscal general. El tema de la reunión es Chile.

- Tal vez una oportunidad en 10, pero ¡salvar a Chile!
- Vale la pena gastar
- No preocuparse por riesgos.
- No comprometer embajada.
- $ 10 000 000 disponibles, más si es necesario.´´
- Sólo deben intervenir hombres competentes al máximo, trabajando jornadas completas.
- Se debe trazar un plan de acción, de ataque, si fuere necesario.
- Plan de juego. Hacer aullar la economía. 
- No se dispone de más de 48 horas para conocer el plan de acción.

Notas tomadas por el Director de la CIA, Richard Helms, de la reunión.

-... (la) impresión...de que el Presidente planteo en forma muy dura que quería que se hiciera algo y que no le importaba mucho como y que estaba dispuesto a poner fondos a nuestra disposición...Esta era una orden que prácticamente no excluía nada...Si alguna vez me senti portador de un bastón de Mariscal de Campo, fue ese día, al salir de la Oficina Oval....
El Director de la CIA Helms en su testimonio ante el Comité Church.

## Gambito Rube Goldberg o Gambito de Frei
La CIA desde Santiago informa que “ la acción militar es imposible. Los militares son incapaces y no están dispuestos a tomarse el poder. No tenemos capacidad de motivar o instigar un golpe”. En vista de estos informes el Comité de los 40 resuelve impulsar una maniobra política llamada “gambito Rube Goldberg”.
El gambito consistía en que el Congreso Pleno elija a la segunda mayoría es decir al conservador Alessandri, en la sesión del 24 de octubre. De inmediato el anciano candidato renuncia y deja al recién salido Presidente Frei libre, según la constitución para presentarse como candidato a una nueva elección presidencial.
El 21 de septiembre la CIA desde su cuartel general de Virginia radia a la CIA en Santiago y le ordena "Objetivo de la operación: impedir ascenso de Allende al poder. Desechada artimaña parlamentaria. Misión: solución militar".

## Track 1
Una vez que se hizo claro que Allende había ganado una mayoría de los votos en 1970, la Agencia Central de Inteligencia propuso dos proyectos. Track I, diseñado para persuadir al Congreso chileno, por el saliente presidente, el demócrata cristiano Eduardo Frei, para confirmar al 2.º lugar, el conservador Jorge Alessandri como presidente. Alessandri dimitiría poco después, dando a Frei elegibilidad para presentarse contra Allende en nuevas elecciones. Sin embargo, el Track I fue retirado, porque Frei, a pesar de ser firmemente anti-Allende, también estuvo firmemente opuesto a ir en contra de las tradiciones democráticas existentes desde hace mucho tiempo de Chile.

## Track 2
La CIA también había preparado un segundo plan, el Track II, por si el Track I fracasaba. La agencia encontraría generales complacientes para impedir que Allende asuma la presidencia los cuales serían apoyados para un golpe. Probablemente, una junta militar provisional podría llamar entonces a nuevas elecciones, en las cuales Allende podría ser derrotado.
En septiembre de 1970, el presidente Nixon informó a la Agencia Central de Inteligencia que un régimen como el de Allende en Chile no sería aceptable y autorizó 10 millones de dólares para evitar que asumiera el poder o derribarle. Como parte de la iniciativa Track II, la CIA trató de convencer a oficiales militares chilenos clave de realizar un golpe.

## Corporación ITT
En 1970, el conglomerado estadounidense ITT poseía el 70 % de Chitelco (Acrónimo de Chilean Telephone Company, en español: Compañía Chilena de Teléfonos), y financiaba El Mercurio, periódico derechista. Documentos desclasificados liberados por la CIA en 2000 sugieren que la ITT ayudaba y solventaba financieramente a oponentes políticos del Gobierno de Salvador Allende a preparar el Golpe militar.
El 28 de septiembre de 1973, el cuartel general de la ITT en Nueva York fue atacado con bombas en protesta por los actos acaecidos en el 11 de septiembre de ese año en Chile que derrocaron al Gobierno elegido democráticamente socialista en Chile.
En 1972, el columnista de periódicos Jack Anderson reveló y difundió un memorándum secreto del cabildero de la ITT en Washington, Dita Beard, el cual revelaba un nexo entre la entrega de fondos por parte de la ITT a la Convención nacional republicana y el Departamento de Justicia para desestabilizar un movimiento antimonopolio que le era poco favorable a la ITT.

## La derecha solicita dólares
En los documentos desclasificados hay un memorándum enviado el 25 de marzo de 1970 a Kissinger. En él se informa del viaje del senador Pedro Ibáñez a Estados Unidos para recolectar fondos para la campaña presidencial de Jorge Alessandri.
Según el informe, el entonces dirigente del Partido Nacional le habría expresado sus esperanzas de que «el Gobierno de Estados Unidos apoye a Alessandri tanto con financiamiento como con asesores técnicos». Ibáñez regresó a Estados Unidos en diciembre de 1971, en pleno gobierno de Allende, también para solicitar ayuda económica para su partido.
Un memorando de una conversación del 10 de abril de 1970, que resume una reunión entre el presidente del directorio de Anaconda Copper y funcionarios del gobierno de Estados Unidos, dice que

Jorge Alessandri, a través de un intermediario, “ha solicitado ayuda de Anaconda” para reunir casi tres millones de dólares de fuentes extranjeras porque su campaña sólo ha logrado recaudar doscientos mil dólares en Chile.
Memo de conversación entre Presidente de Anaconda y miembros del Gobierno de Estados Unidos

El Ejecutivo de Anaconda, Jay Parkinson, dice en el memo que Anaconda y otras compañías podrán proporcionar parte del dinero solicitado por Alessandri, pero que los Estados Unidos “debe hacer una gran contribución financiera”.

“El señor Parkinson, de manera muy directa y dura le dijo al señor Meyer que el gobierno de los Estados Unidos tenía que hacer una gran contribución financiera a la campaña presidencial de Alessandri. Él indicó que si tanto (el candidato presidencial de la DC Radomiro) Tomich (sic) como Allende ganaban, la empresa privada en Chile estaría acabada. Alessandri debía tener fondos para su campaña y si los aportes no eran hechos por el gobierno de Estados Unidos, éste (y el señor Meyer) habrían asegurado una situación castrista en Chile con efectos adversos en los países vecinos y a lo largo del hemisferio”,
Memo de conversación entre Presidente de Anaconda y miembros del Gobierno de Estados Unidos

## Salvador Allende
Estados Unidos intervino en la política de Chile varias veces, incluido antes y después de la elección de Salvador Allende. El candidato presidencial socialista era un contendiente superior en las elecciones de 1964, y Estados Unidos a través de la CIA, gastaron millones haciendo campaña en contra de él, en su mayor parte a través de la publicidad de radio y prensa. Allende fue derrotado. Postuló nuevamente en las elecciones presidenciales de 1970, ganando una pluralidad (cerca del 37 %) e investido debidamente como presidente.
El 7 de septiembre de 1970, la CIA redactó un documento donde se valoraba la victoria de Allende. El texto remachaba que Estados Unidos no tenía «intereses vitales en Chile» y que el equilibrio militar no quedaba «alterado significativamente». Sin embargo, insistía también en el impacto psicológico. Este significaba un retroceso de Estados Unidos y un avance «de las ideas marxistas». Al día siguiente, el Comité de los Cuarenta se reunió para decidir la trayectoria que debía adoptar la política de Estados Unidos en Chile. Kissinger dio instrucciones directas a la embajada en Santiago para que estudiara las posibilidades de éxito de un golpe militar en Chile que, «apoyado u organizado con la ayuda de Estados Unidos», impidiera la llegada de Allende a la presidencia. Cuatro días más tarde, sendos informes procedentes de la embajada en Santiago y de la CIA señalaban que la perspectiva del golpe era impensable en la medida en que los militares ni deseaban ni podían tomar el poder y además Estados Unidos carecía de recursos suficientes para presionarlos. El 14 de septiembre de 1970, el Comité de los Cuarenta volvió a reunirse para encontrar una alternativa al golpe. Así nació el proyecto conocido inicialmente como «Gambito de Frei» y, posteriormente, como «Track I».
Estados Unidos otra vez utilizó métodos secretos para disuadir su elección; las posteriores operaciones secretas de Estados Unidos intentaron fomentar un golpe militar y así impedir la asunción de Allende. El presidente de Estados Unidos Richard Nixon, declaró su miedo de que Chile pudiera convertirse en «otra Cuba», y cortó la mayor parte de su ayuda exterior a Chile y apoyó de forma activa a los adversarios de Allende en Chile durante su presidencia, planeando alentar la dimisión de este, su derrocamiento o su derrota en las elecciones inminentes de 1976.
Mientras la administración de Nixon estaba claramente satisfecha por el golpe chileno de 1973, en el que Allende murió y Augusto Pinochet se alzó en el poder, varias investigaciones separadas (incluyendo el informe de la Comisión Church) han concluido que es probable que Estados Unidos no tuviese ningún papel directo en ocasionarlo.

## Flujo de dinero (documentado) al diario «El Mercurio»
...Además de financiar a los partidos políticos [opositores a Allende], el Comité 40 [organismo de los servicios secretos estadounidenses] aprobó grandes sumas para sostener a los medios de oposición y para mantener así una campaña oposicionista implacable. La CIA gastó un millón y medio de dólares para apoyar a El Mercurio, el principal periódico del país y el canal más importante de propaganda contra Allende. Según documentos de la CIA, estas gestiones significaron un papel significativo en la preparación del escenario para el golpe del 11 de septiembre de 1973...
Comité Church y Pike

...Tanto el gobierno de Estados Unidos como la ITT chorrearon dinero [were funneling money] en manos de individuos asociados al diario [El Mercurio].
Comité Church y Pike del Senado de Estados Unidos

- 25 de marzo de 1970: El Comité de los 40 aprueba entregar 125 000 dólares para «operación de descrédito de la Unidad Popular» (el partido de Allende).[48][62][63]
- 27 de junio de 1970: se aprueba entregar 300 000 dólares adicionales.[63]
- 9 de septiembre de 1970: se aprueba la entrega de 700 000 dólares para el diario El Mercurio.[63]
- 11 de abril de 1972: se envían otros 965 000 dólares para el diario El Mercurio.[48][63]
- 15 de mayo de 1972: la empresa estadounidense ITT deposita 100 000 dólares en Suiza.[48][63]
- 11 de abril de 1973: se envían 300 000 dólares adicionales para El Mercurio.[63][64]

### La CIA ataca en Santiago
En febrero de 1972, Theodore Shackley fue puesto a cargo de la División del Hemisferio Occidental. Una de sus principales tareas fue minar la credibilidad de Philip Agee, un espía de la CIA que desertó y estaba escribiendo un libro acerca de la CIA (llamado La CIA por dentro). Este libro fue publicado con el título Inside the Company, pero no incluía información que hubiese dañado permanentemente la reputación de la CIA, sino más bien su manera de actuar, comprando a todos los actores del drama político en que operaba. Así muchos “dirigentes comunistas” estaban pagados por la CIA realmente. Shackley también fue una figura importante en el derrocamiento de Salvador Allende en Chile. Como su biógrafo, David Corn afirma:

Salvador Allende murió durante el golpe. Cuando el humo se disipó, el general Augusto Pinochet, dirigente de la Junta Militar, estaba en poder dictatorial. [...] Las elecciones fueron suspendidas. La prensa fue censurada. Los partidarios de Allende y opositores de la junta fueron encarcelados. Se establecieron centros de tortura. En los estadios de Santiago, las ejecuciones substituyeron a los partidos de fútbol. Cuerpos flotaban por el río Mapocho. Debido en parte a la ardua labor de Shackley y docenas de otros burócratas y operarios de la CIA, Chile estaba libre de los socialistas.
David Corn: Blond Ghost: Ted Shackley and the CIA's Crusades

Asesinos de la Operación 40 como David Sánchez Morales, famosos por su brutalidad y temidos por el resto de América Latina como símbolos de la crueldad CIA estuvieron en Santiago en dicho periodo, ufanándose de sus asesinatos de Bandera Falsa para culpar a otros y aumentar así la inseguridad social del Chile de Allende. Crímenes como los del comandante Arturo Araya Peeters fueron efectuados por estos asesinos culpándose a facciones rivales de Chile.

## Asesinato del edecán naval del presidente Allende
En julio de 1973, militantes de Patria y Libertad asesinaron al edecán naval del presidente Salvador Allende, comandante Arturo Araya Peeters. Este sufrió un disparo de un francotirador frente a su domicilio. Hasta ahora no hay concordancia entre los relatos de los testigos y las pruebas forenses que determinan que el disparo mortal fue desde arriba, estando los miembros de Patria y Libertad en posición baja respecto al comandante.

La trayectoria intracorporal seguida por el proyectil, estando el cuerpo en posición normal, es de adelante hacia atrás, de izquierda a derecha y ligeramente de arriba hacia abajo. El disparo corresponde a los llamados de larga distancia en medicina legal y es de tipo homicida.
Informe de autopsia del edecán Araya Peeters.

En los muros de la casa de Fidel Oteíza 1953, en la comuna de Providencia, donde vivía el capitán de navío Arturo Araya Peeters, quedaron marcados, pasada la 01.30 horas de ese día 27 de julio de 1973, cinco impactos de proyectiles. Con la bala que mató al edecán sumaron seis los disparos hechos en dirección al balcón del segundo piso de su casa, que miraba directo al norte, hacia avenida Providencia.
Un total de 32 miembros de Patria y Libertad, cuyo fundador era Pablo Rodríguez Grez, fueron detenidos y procesados por la Fiscalía Naval, pero todos quedaron libres tras algunos tirones de orejas. Solo uno de ellos, Guillermo Claverie, luego de haber estado un tiempo prófugo, resultó condenado a tres años y un día de prisión como autor material del crimen, pena que tampoco cumplió ya que, al final, todos los conspiradores fueron indultados en 1981 por Augusto Pinochet Ugarte, “por servicios prestados a la Patria". Guillermo Claverie no solo no cumplió cárcel sino que fue indultado por José Toribio Merino.
Entre ellos, destacaban: el presunto autor de los disparos (Guillermo Claverie), una dirigente de la Juventud del Partido Nacional y del Comando Rolando Matus ―Uca Eileen Lozano―, el hijo "Patria y Libertad" del conocido empresario panadero Castaño, Odilio Castaño Jiménez; el militante de Patria y Libertad, Luis Fifo Palma Ramírez, que dos años después tendría una destacada participación en el SIFA y en las desapariciones del Comando Conjunto, un sobrino CRM del psiquiatra de la DINA, Laihlacar, de apellidos Potin Laihlacar, el dirigente de la DR, Guillermo Schilling, y un militante del CRM, Miguel Sepúlveda Campos, hijo de un conocido almirante retirado.
De acuerdo a peritajes forenses y balísticos efectuados en el 2005, ninguna de las armas encontradas disparó el proyectil calibre 22 Long Rifle que mató al edecán, ni disparó las cuatro vainillas (tres marca Orbea y una marca Remington) calibre 22 Long Rifle encontradas en la calle frente a la casa del edecán. Otras siete vainillas halladas en Providencia con Lyon fueron percutidas por la misma arma que disparó frente a la casa del edecán las tres vainillas Orbea. Pero el arma que usó Claverie, de la cual presumiblemente provinieron los disparos que arrojaron las 11 vainillas Orbea referidas, desapareció. Por ello, nunca se pudo establecer científicamente que fue ese rifle automático el que las disparó.

A su padre lo mató un tirador escogido que le disparó desde el frente, de esa casona que todavía existe y que era un colegio de monjas.
Conclusión de la Policía de Investigaciones de Chile según los hijos del comandante Araya Peeters, anulada por el Golpe de Estado del 11 de septiembre de 1973.

El asesinato del edecán Araya está siendo nuevamente investigado por la jueza del 17.º Juzgado del Crimen de Santiago, Patricia González. La magistrada dictó en marzo de 2005 una orden de investigar a la Brigada de Asuntos Especiales y Derechos Humanos de la policía civil. A ello se suma otra querella que los hijos del edecán interpusieron el viernes en contra de Jorge Ehlers y otros civiles que formaron parte del complot.
Una hipótesis que ha cobrado fuerza ha sido la participación de la CIA y de la ONI en el crimen. El asesino CIA David Sánchez Morales se trasladó a Chile, en 1970. Fue miembro del equipo que utilizó 10 millones de dólares con el fin de socavar las fuerzas de izquierda en el país. Morales dijo a amigos que él personalmente había eliminado varias figuras políticas. Dentro de las personas asesinadas por Sánchez estuvo el Edecán naval del Presidente Allende, el capitán de navío Arturo Araya Peeters, el que representaba el único escollo para que el principal asset ONI, José Toribio Merino, pudiera acceder al mando de la Armada de Chile y dar el Golpe de 1973. También estuvo involucrado en ayudar a Augusto Pinochet a derrocar a Salvador Allende en septiembre de 1973.

### Cable del 8 de septiembre de 1973
Un cable de inteligencia enviado por los agentes de la CIA en Chile a Washington el 8 de septiembre de 1973, desclasificado el 13 de noviembre de 2000, dejó en evidencia la posición mantenida por Estados Unidos durante 27 años sobre su supuesto desconocimiento de la conspiración militar contra Allende y su aparente neutralidad en el quiebre de la democracia chilena.
Este documento, recogido por el diario chileno La Tercera, detalló 72 horas antes todos los pasos que siguieron los sublevados el 11 de septiembre de 1973.

De acuerdo con [tachado], la Marina tiene como fecha de inicio del movimiento para derrocar al gobierno de Salvador Allende en Valparaíso a las 8:30 el 10 de septiembre. La Fuerza Aérea (Fach) apoyaría esta iniciativa después que la Armada inicie las acciones de tomar la provincia de Valparaíso, dirigir un ultimátum exigiendo la renuncia de Allende o amenazando con tomarse Santiago (...) Después que la Armada emprenda esta acción contra el Gobierno la Fach silenciaría las radios gubernamentales. Al mismo tiempo, planea establecer una cadena nacional usando las estaciones radiales existentes de la oposición tales como las emisoras Balmaceda, Minería y Agricultura.
Coronel Ray Davis MilGroup Chile en Valparaíso, cuyo conocimiento le costó la vida a Charles Horman.

Este informe de la Agencia también confirma que, pese a ser un "opositor" al gobierno de Allende, Pinochet solo se sumó al golpe de Estado en los días previos. Era tal el conocimiento de los servicios de inteligencia estadounidenses sobre la conspiración que el 9 de septiembre sus agentes enviaron un nuevo mensaje donde anunciaban que "las acciones de la Armada del día 10 se han pospuesto probablemente para el 11 de septiembre". La CIA concluía que "Allende enfrenta la más seria amenaza para continuar en su cargo desde que fue elegido hace tres años".

## Golpe de Estado del 11 de septiembre de 1973
Es de común consenso entre los estudiosos del Golpe de 1973, que fue un plan casi exclusivamente naval con miembros de la Fuerza Aérea a la que se sumó a última hora Pinochet y el Ejército de Chile. Los organismos de inteligencia naval de Estados Unidos tenían libre acceso a las dependencias de la Armada y al Ministerio de defensa. El Golpe Naval se hizo bajo la cobertura de la Operación UNITAS.
Muchos de los oficiales de la Office of Naval Intelligence que participaron en las etapas previas y en las acciones primeras del golpe estaban embarcados en Buques de la Armada de los Estados Unidos navegando en las afueras de Valparaíso. El destructor USS Jesse L. Brown (FF-1089) estuvo en las afueras de Valparaíso sirviendo de nexo directo con el Pentágono. El Jesse Brown es de un tipo especial de destructor destinado a la guerra electrónica. Otro de los de la clase, fue el USS Maddox (DD-731), famoso por el Incidente del Golfo de Tonkìn.

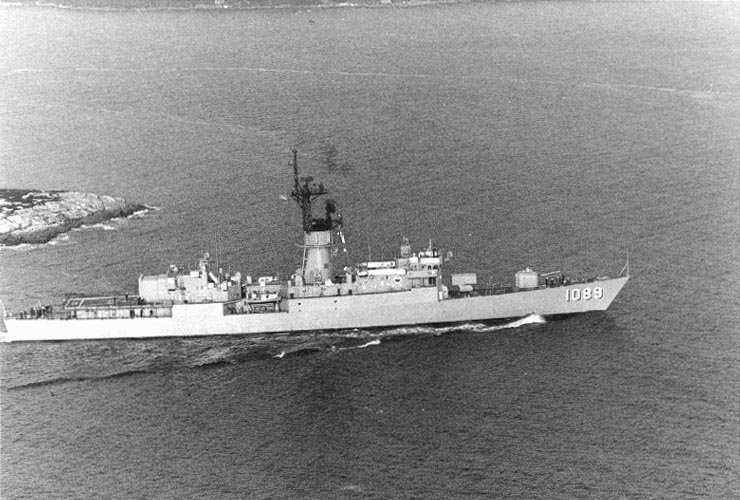
El destructor USS Jesse L. Brown (FF-1089) estuvo en las afueras de Valparaíso

El encargado fue el vicealmirante Frederick J. Harlfinger II.
La participación estadounidense a gran escala fue ratificada en múltiples testimonios. Comandos clandestinos de las fuerzas especiales del Ejército y de la CIA habrían participado en allanamientos, el asalto a La Moneda y operaciones en Valparaíso y Viña del Mar. También hay testimonios de la presencia de personal estadounidense en interrogatorios a extranjeros en el Estadio Nacional.

Una persona civil, que mandaba más que los otros, era el encargado de interrogar a los extranjeros,** y presumía de pertenecer a la CIA.
Preso venezolano

Un exsuboficial de Marina, detenido en la investigación interna de agosto de 1973, declaró que en la cárcel de Valparaíso un exinfante le confidenció su participación en «allanamientos dirigidos por soldados estadounidenses, a quienes resultaba más fácil gritar y romper puertas>.
Un ex boina verde mexicano-estadounidense relató al periódico estadounidense Berkeley Barb que integró un comando de fuerzas especiales (834 boinas verdes, 14 rangers y 34 miembros de la CIA) trasladado a Chile, vía Panamá, para participar en el asalto a La Moneda. Este testimonio parece descabellado, pero coincide con un relato confidencial que me hizo un periodista de San Rafael (California): un amigo suyo integró la tripulación del Glomar Explorer, barco de investigación científica usado como fachada de la CIA, cuando recogió frente a la costa chilena a unos comandos que habrían participado en el asalto a La Moneda.

### Se generaliza el Golpe Militar
El 11 de septiembre de 1973, mientras se concretaba el golpe de Estado, la oficina de la CIA en Chile envió al secretario adjunto de Asuntos Interamericanos, Jack Kubisch, un informe sobre la petición de un alto oficial chileno de ayuda económica a Estados Unidos. El documento dice: "Le estamos enviando para su información el memorándum adjunto de una posible petición de asistencia para un oficial clave del grupo militar que planea derrocar al presidente Allende". Esta información es ampliada en otro documento de la CIA en el que se asegura que "en la tarde del 10 de septiembre (tachado) dio cuenta del encuentro con un importante oficial del Ejército chileno solicitando ayuda financiera de Estados Unidos para un intento de derrocar a Allende". Se agrega que "la preocupación del militar era saber si Estados Unidos estaba dispuesto o no a apoyar a los militares en el caso de que las cosas se complicaran".
Mientras la hostilidad del gobierno estadounidense al gobierno de Allende es no preguntada, el papel estadounidense en el golpe mismo sigue siendo una materia muy polémica. Las reclamaciones de su participación directa en el golpe actual son ni probadas, ni contradichas por pruebas documentales en público disponibles; muchos documentos potencialmente relevantes todavía permanecen clasificadas. En cuanto a la subida al poder de Pinochet, la CIA emprendió un análisis completo de sus archivos y memorias individuales así como entrevistas que conducen con antiguos agentes, y concluyó en un informe publicado en 2000 que la CIA «no ayudó a Pinochet a asumir la Presidencia». La CIA fue notificada por contactos del inminente golpe de Pinochet con dos días de anticipación, pero sostiene que este «no desempeñó ningún papel directo» en el golpe.
El 16 de septiembre de 1973, después de que Pinochet había tomado el poder, ocurrió la siguiente conversación entre Henry Kissinger (consejero de Seguridad Nacional) y el presidente Richard Nixon:

Nixon: ¿Nada nuevo de importancia o sí?

Kissinger: Nada de mucha consecuencia. El asunto chileno se está consolidando y por supuesto, los periódicos sangran porque han derrocado un gobierno procomunista.
Nixon: No es algo. No es algo
Kissinger: Quiero decir, en vez de celebrar: en el período Eisenhower seríamos héroes.
Nixon: Bien, no lo hicimos ―como usted sabe― nuestra mano no aparece en esto.
Kissinger: No lo hicimos. Quiero decir, les ayudamos. [confuso] Creamos las condiciones tan grandes como fueran posibles.
Nixon: Es correcto. Y es el modo en que esto se va a jugar.

No hay ninguna prueba de que Estados Unidos instigó o proporcionó apoyo material al golpe de Pinochet en 1973, pero la administración Nixon estuvo indudablemente contenta con el resultado; él había hablado con desilusión sobre el fallido golpe anterior de ese año.
Estados Unidos proporcionó realmente el apoyo material a la dictadura militar después del golpe, aunque este los criticara en público. Un documento liberado por la Agencia Central de Inteligencia estadounidense (CIA) en 2000 titulado "Actividades de la CIA en Chile" reveló que esta apoyó activamente a la junta militar después del derrocamiento de Allende y que hizo de muchos de los oficiales de Pinochet en contactos pagados de la CIA o militares estadounidenses, aunque se conociera que algunos estaban implicados en abusos de derechos humanos.
Las políticas en público anunciadas de la CIA en informadores pagados han sido desde entonces modificadas para excluir a aquellos implicados en tales abusos, pero entonces ellos fueron evaluados en una base de caso por caso y medidos con el valor de la información que ellos proporcionaron.
El golpe, sin tener en cuenta el grado de la participación estadounidense, consiguió el objetivo del gobierno estadounidense de erradicar la amenaza percibida del socialismo en Chile y causó un régimen comprensivo a sus propios intereses.
En su evaluación de la política exterior de los Estados Unidos alrededor del tiempo del golpe en Chile, Jeane Kirkpatrick, embajadora estadounidense ante las Naciones Unidas, destacó que en su país hay una carencia de agresividad abierta hacia los países en vías de desarrollo mientras los acontecimientos resultaban en Chile. «En la década pasada sobre todo hemos practicado la paciencia notable en todas partes». [Kirkpatrick, 1979]
Mientras es así para la abierta política estadounidense, con severidad obligada por el movimiento que había crecido en la oposición con la guerra de Vietnam, sin embargo, como se describe arriba, por lo menos la política de los Estados Unidos en cuanto a la ayuda a llevar a la caída de Allende y los Estados Unidos en algunas veces activamente apoyó la planificación del golpe, aunque posiblemente no aquel del que realmente ocurrió.

### Asesinato de Charles Horman
Horman era un periodista estadounidense de tendencia liberal que estaba investigando la participación de la CIA en el asesinato de Schneider. Por azar quedó atrapado en Viña del Mar el día del Golpe militar, relacionándose con todo el equipo de inteligencia naval y militar de Estados Unidos, a cargo de la asonada. Como estadounidense fue «poco cuidadoso» en sus revelaciones, lo que llevó a que lo arrestaran y asesinaran, generando un caso de revuelo internacional que generó varios libros y llegó a la gran pantalla (filme Desaparecido) por Costa-Gavras.
El caso aún está abierto y en 2003 la justicia chilena emitió un fallo condenatorio a agentes civiles de la inteligencia militar como cómplices de asesinato pero sin tocar el rol de Estados Unidos en dicho crimen ni el encubrimiento de otros, como en el caso Schneider.
En 2012 Chile exidió una petición de extradición en contra del coronel de marines Ray Davis, jefe del MilGroup Chile en el momento del golpe, por el asesinato de Charles Horman.

El homicidio de Charles Horman Lazar se produjo durante las operaciones secretas en contra de ciudadanos estadounidenses y formó parte de la actividad de 'Inteligencia' de Ray E. Davis en su calidad de sujeto oficial de Comandante del Grupo de la Misión Militar de los Estados Unidos de América en la embajada en Chile.
Resolución del juez Zepeda en el sitio web del Poder Judicial de Chile

El estado actual de la investigación apunta que fue ejecutado para ocultar la participación estadounidense en el golpe de Estado del 11 de septiembre de 1973
Inclusive existen ONG destinadas al Caso Horman.

## El general Manuel Contreras, agente de la CIA

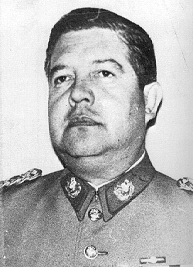
Manuel Contreras, jefe de la DINA

El 25 de agosto de 1975, el coronel Manuel Contreras, director de la Dirección de Inteligencia Nacional (DINA), fue invitado por la CIA a visitar su cuartel general en Langley (Virginia).
Tras eso, un informe preparado por la CIA reveló que en 1975, la agencia de inteligencia:
- pagó al entonces director de la DINA, Manuel Contreras[41]
- mantuvo como agentes a uniformados asesinos y torturadores
- financió «por razones humanitarias» al grupo que asesinó al general René Schneider en 1970[41] y
- recabó inteligencia en octubre de 1973 sobre las instrucciones que dio el general Sergio Arellano Stark para ejecutar a 21 prisioneros políticos.[41]

Entre 1974 y 1977, la CIA mantuvo contacto con Manuel Contreras (como agente pagado), quien después sería conocido por sus abusos a los derechos humanos. La comunidad política del Gobierno de los Estados Unidos dio el visto bueno a la relación de la CIA con Contreras dada su posición como jefe de la principal organización de inteligencia en Chile y veía esta relación como necesaria para el cumplimiento de la misión de la agencia, a pesar de ciertas reservas en el sentido de que esta relación podría abrir la puerta a que la CIA se viera acusada de apoyar la represión política interna. Desde el principio la CIA le dejó claro a Contreras que no apoyaría ninguna de sus actividades o de las actividades de su servicio que tuvieran el carácter de «represión política interna». En sus contactos con Contreras, la CIA le instó a que se adhiriera a una circular de 17 de enero de 1974, emitida por el Ministerio de Defensa chileno, en la que se exponían las directrices para tratar a los prisioneros de conformidad con la Convención de Ginebra de 1949.
Según un informe del 5 de febrero de 1974, la DINA utilizaba técnicas que provienen directamente de la Inquisición española, y dejan a menudo a la persona interrogada con daños corporales visibles. El poder y la brutalidad de la DINA provocó divisiones entre los diferentes sectores de las fuerzas de seguridad que recuerdan, hasta cierto punto, a las que existieron en el seno de las fuerzas de seguridad argentina durante la Dictadura de Videla. En el caso chileno, las fuerzas armadas estaban tan preocupadas por las actividades no autorizadas de la DINA, que varios generales del ejército presentaron a Pinochet pruebas corroboradas de tortura y maltratos a los detenidos por la DINA, destaca el informe.

### Federico Willoughby-MacDonald acusa a Contreras de ser agente CIA
El 7 de agosto de 2012, el exasesor de comunicaciones de Augusto Pinochet, Federico Willoughby-MacDonald, reveló a Radio Cooperativa, que el jefe de la disuelta Dirección de Inteligencia Nacional (DINA), Manuel Contreras Sepúlveda, fue un agente de la CIA.

En 1975 y 1976 había un agente pagado por la CIA en Chile que se llamaba Manuel Contreras. Fue a entrenamiento a la sede central de ese organismo en Virginia (Estados Unidos) [...] Lo dice el Gobierno estadounidense.
Federico Willoughby-MacDonald en entrevista a Radio Cooperativa

## Reacciones oficiales chilenas
Jorge Burgos (DC), subsecretario del Interior del gobierno de Ricardo Lagos, aseveró que «probablemente hay prescripción legal» del delito en que ha incurrido el exdirector de la DINA, al recibir pagos de la CIA. Expresó además que en los documentos desclasificados, el único chileno involucrado es Manuel Contreras. «Especular sobre otros nombres me parece ocioso en este momento, lo concreto es que hay una desclasificación que involucra al exjefe de la DINA». El presidente Lagos guardó prudente silencio.

## Comité Church
El Comité Church es el término común en referencia a Comité Selecto del Senado de los Estados Unidos para el Estudio de las Operaciones Gubernamentales Respecto a las Actividades de Inteligencia, un comité del Senado de Estados Unidos presidido por el Senador de los Estados Unidos Frank Church (D - ID) en 1975. Un precursor del Comité Selecto del Senado sobre Inteligencia de Estados Unidos, el comité de investigación de inteligencia acerca de la ilegalidad de la CIA y el FBI después que ciertas actividades habían sido reveladas por el asunto de Watergate.En él se reconoce la complicidad de la CIA y de la Oficina de Inteligencia Naval, además del Gobierno de Estados Unidos en actividades terroristas en Chile que culminaron con el asesinato del General René Schneider, Comandante en Jefe del Ejército de Chile.

### La CIA instruyó a la DINA
En los archivos desclasificados de la CIA, queda claro que además de la relación de pago entre la CIA y el general Manuel Contreras, la CIA presentaba un mayor control sobre esa agencia, ayudando en la «instrucción» de sus agentes. Según un informe del 5 de febrero de 1974, la DINA utilizaba técnicas que provienen directamente de la Inquisición española, y dejan a menudo a la persona interrogada con daños corporales visibles. El poder y la brutalidad de la DINA provocó divisiones entre los diferentes sectores de las fuerzas de seguridad que recuerdan, hasta cierto punto, a las que existieron en el seno de las fuerzas de seguridad argentinas durante la Dictadura de Videla. En el caso chileno, las fuerzas armadas estaban tan preocupadas por las actividades no autorizadas de la DINA, que varios generales del ejército presentaron a Pinochet pruebas corroboradas de tortura y maltratos a los detenidos por la DINA, destaca el informe.

## Asesinato de Orlando Letelier
Según Peter Kornbluh, director del Proyecto de Documentación sobre Chile del Archivo, «en el actual contexto de la guerra de la administración estadounidense contra el terrorismo internacional, es importante saber la historia completa de los escasos esfuerzos de los Estados Unidos para detectar y disuadir un plan terrorista que tuvo lugar en el corazón de Washington, D. C., en 1976».
Centenares de documentos que implican a Pinochet por autorizar y cubrir crímenes durante el Operativo Cóndor, fueron desclasificados durante administración de Clinton, pero terminaron siendo congelados en el año 2000 porque supuestamente servirían como evidencia para una investigación iniciada por el Departamento de la Justicia sobre el dictador chileno.

### Operación Aquarium
La Operación Aquarium o Plan Aquarium es el nombre con el que es conocido el plan de coordinación de operaciones entre las cúpulas de los regímenes dictatoriales del Cono Sur de América -Chile, Argentina, Brasil, Paraguay, Uruguay, Bolivia y esporádicamente, Perú, Colombia, Venezuela, Ecuador; y con la CIA de Estados Unidos, llevada a cabo en las décadas de 1970 y 1980. Esta coordinación se tradujo en «el seguimiento, vigilancia, detención, interrogatorios con apremios psicofísicos, traslados entre países y desaparición o muerte de personas consideradas por dichos regímenes como subversivas del orden instaurado o contrarias al pensamiento político o ideológico opuesto, o no compatible con las dictaduras militares de la región».

### Informe Hinchey
Legisladores de la Cámara de Representantes y del Senado estadounidense solicitaron al director de la CIA entregar un informe “describiendo todas las actividades de oficiales, agentes encubiertos y funcionarios de la comunidad de inteligencia respecto a tres preguntas bien acotadas que no representaban la totalidad del actuar de la CIA en esos 30 años:
- El suicidio del presidente Salvador Allende en septiembre de 1973;[41]
- La asunción de Augusto Pinochet a la Presidencia de la República de Chile; y[41]
- Las violaciones a los derechos humanos cometidas por agentes de Pinochet.”.[41]

El Informe Hinchey de la CIA, en respuesta a la solicitud, se elaboró sobre la base de la revisión de archivos de la CIA, informes parlamentarios sobre las actividades de EE. UU. en Chile (1960-1970), las memorias de personajes claves (Richard Nixon y Henry Kissinger). “Este informe es un primer paso importante de la CIA que permite una visión transparente sobre un pasado vergonzoso (...) el siguiente paso sería la desclasificación de toda la documentación sobre la que se basa el informe Hinchey”, afirmó Peter Kornbluh, director del Proyecto de Documentación sobre Chile del National Security Archive.
El informe sacó a la luz que el entonces Embajador de Estados Unidos en Chile instó a Vernon Walters Subdirector de la CIA a recibir al Jefe de la Policía represiva de Pinochet, (DINA), el General Manuel Contreras en Washington (agosto de 1975) “en el interés de mantener buenas relaciones con Pinochet”. Mientras que, según señala el informe, ”en mayo y junio de 1975, elementos dentro de la CIA recomendaron establecer una relación pagada con Contreras para obtener inteligencia basada en su posición privilegiada y acceso a Pinochet…”.
La CIA quería de Contreras información sobre la colaboración de los servicios de inteligencia del Cono Sur (Operación Cóndor): ”la cooperación informal, el rastreo, y al menos en algunos casos, el asesinato de opositores políticos”. En octubre de 1976, dice el informe, ”Contreras confirmó la existencia del Cóndor como una red de intercambio de inteligencia, pero negó que haya tenido algún rol en asesinatos extrajudiciales”.
La Operación Cóndor se constituyó en una organización clandestina internacional para la práctica del terrorismo de Estado que instrumentó el asesinato y desaparición de decenas de miles de opositores a las mencionadas dictaduras, la mayoría de ellos pertenecientes a movimientos de la izquierda política.